# Mensuario Identidad
Mensuario Identidad es una revista uruguaya, dedicada a noticias y cultura, escrita por integrantes del judaísmo. Su primer número apareció en 1995, la publicación utiliza papel prensa.
Su director es Mauricio Zieleniec. Llega a domicilio por suscripción anual y el lema de la publicación es: «Las noticias en profundidad y espacio de reflexión». La publicación es parte de la Federación Internacional de Judaísmo Humanista Secular (IFSHJ).
El equipo está compuesto Bernardo Sorj, E.J. Martínez Avellaneda, Perla Marchewka, Isaac Varón, David Malowany, Celia Rudaeff, Nelson Gottlieb, Mordejai Horovitz, Alberto Mazor, Mario Turniansky, Guillermo Sucari, Nurit Mileris Zylberstejn, Andy Faur, Darío Sztajnszrajber, entre otros.